# Kéréla
Kéréla es una localidad y comuna del círculo de Dioila, región de Kulikoró, Malí. Su población era de 10.268 habitantes en 2009.